# 勒尼 (埃纳省)
勒尼（法語：Regny，法語發音：[ʁəɲi]）是法国上法蘭西大區埃纳省的一个市镇，属于圣康坦区。

## 地理
勒尼（49°49'50"N, 3°25'44"E）面积11.89 平方千米，位于法国上法蘭西大區埃纳省，该省份为法国北部内陆省份，北起北部省，西接索姆省和瓦兹省，东临阿登省和马恩省，西南至塞纳-马恩省，东北部与比利时接壤。
与勒尼接壤的市镇（或旧市镇、城区）包括：翁布利耶尔、马尔西、梅尼勒圣洛朗、讷维莱特、锡西、特内勒。

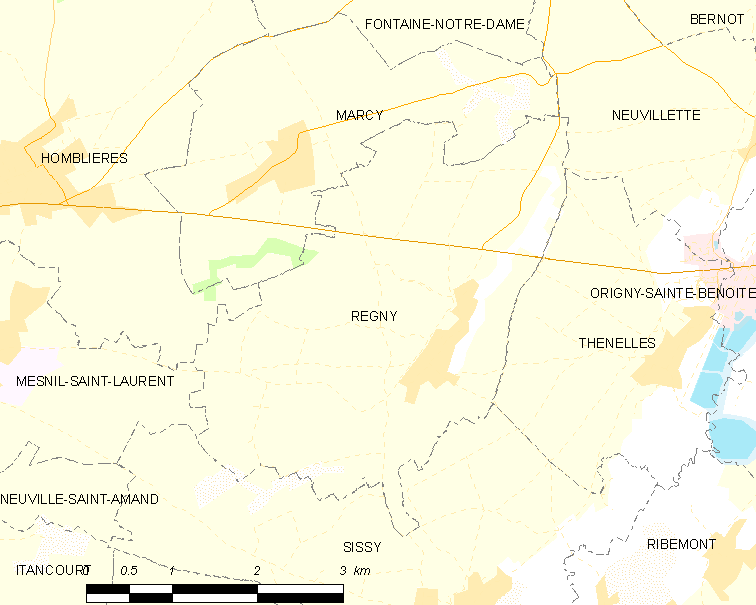
的OSM定位图

勒尼的时区为UTC+01:00、UTC+02:00（夏令时）。

## 行政
勒尼的邮政编码为02240，INSEE市镇编码为02636。

## 政治
勒尼所属的省级选区为里布蒙县。

## 人口

1962-2008年间人口变化图示

勒尼于2022年1月1日时的人口数量为193人。